# The Typing of the Dead 2
The Typing of the Dead 2 es la secuela del videojuego The Typing of the Dead, basado en The House of the Dead 3, a diferencia del primero este solo salió en Japón para Microsoft Windows y Mac en el 2007 y también este se diferencia ya que no salió para máquinas arcade, salió directamente para los ordenadores, así que es muy raro ver este juego en Norteamérica y Europa. En el juego hay que teclear palabras para acabar con los enemigos, ya que el teclado sustituye a la escopeta original del juego. 

## Actualización
En el 2008, Sega sacó una actualización exclusivamente para la versión de PC, la actualización no tiene muchas diferencias ya que solo cambia los textos y los gráficos, pero nada más, la versión trial (modo prueba) se lo puede descargar desde la página oficial

## Historia
La historia es exactamente la misma de la de The House of the Dead III, el juego tiene dos formas de juego: el modo "Sobrevivir" y el modo "Batalla", el modo "sobrevivir" se basa en el juego original, o sea pasar los 6 episodios del The House of the Dead III (0,1,2,3,4,5), en cuanto al modo "Batalla" hay que matar a tantos zombis como se pueda en un tiempo determinado